# Фридрих фон Вирнебург
Фридрих фон Вирнебург (на немски: Fiedrich von Virneburg; на латински: Fridericus comes de Virnenburch; * пр. 1187; † сл. 1235) е граф на Вирнебург.

## Произход
Той е син на граф Херман II фон Вирнебург (IV) (* пр. 1157; † сл. 1192) и съпругата му, дъщеря на граф Готфрид I фон Куик и Арнсберг († сл. 1168) и Ида София фон Арнсберг († сл. 1154). Внук е на граф Херман I фон Вирнебург († 1112) и правнук на граф Бернардус фон Вирнебург († 1061). По-големият му брат е граф Готфрид фон Вирнебург (1192 – 1204), който има синове.
Графовете на Вирнебург се появяват за пръв път в документи като свидетели през 11 век. Център на графството и резиденция на род Вирнебурги е замък Вирнебург.

## Фамилия
Фридрих фон Вирнебург се жени за Лукардис фон Кемпених, вдовица на Хайнрих фон Ноймаген-Бюресхайм († сл. 1190), дъщеря на Дитрих фон Кемпених († сл. 1181) и Юдит (Юта) фон Мюленарк († ок. 1190). Бракът е бездетен.